# Zentralfront
Die Zentralfront (russisch Центральный фронт) war ein mehrmalig aufgestellter Großverband der Roten Armee während des Zweiten Weltkriegs, der nach dem Vormarsch der Fronttruppen an die Grenzen von Weißrussland am 20. Oktober 1943 in Belorussische Front (1. Weißrussische Front) umbenannt wurde.

## Zentralfront – 1. Formation (Juli/August 1941)
Ende Juni 1941 wichen die Reste der in der Kesselschlacht bei Białystok und Minsk geschlagenen »Westfront« an die Beresina, die Dvina und den Dnepr zurück. In der ersten Julihälfte gingen dort (von Süden nach Norden) die 21., 13., 20., 19. und 22. Armee in Stellung. Außerdem sammelten sich im Bereich der 13. Armee noch Reste der 4. Armee und Mitte Juli traf im Raum Smolensk noch die 16. Armee ein. Nach dem Beginn der neuen deutschen Offensive (→ Kesselschlacht bei Smolensk) am 10. Juli 1941 wurde es offensichtlich, dass die Führung von sieben Armeen über eine Frontbreite von mehreren Hundert Kilometern unpraktikabel war.
Daher erging am 23. Juli der Befehl der Stawka VGK, den Südflügel der »Westfront« mit Wirkung zum 24. Juli um Mitternacht abzuteilen. Zum neuen Oberbefehlshaber der »Zentralfront« wurde Generaloberst Fjodor I. Kusnezow ernannt, der bis dahin die 21. Armee befehligt hatte. Das Hauptquartier der Front wurde aus dem Stab der 4. Armee gebildet, die aufgelöst wurde. Als Truppen unterstanden der Zentralfront zunächst die 13. Armee (verstärkt um die Einheiten der aufgelösten 4. Armee) und die 21. Armee. Am 1. August erhielt sie aus der Reserve des Oberkommandos die neu aufgestellte 3. Armee. Das Hauptquartier lag in Gomel. Zur Unterstützung verfügte die »Zentralfront« über 136 Flugzeuge, von denen 75 einsatzfähig waren. Diese wurden von Generalmajor Grigori A. Woroscheikin befehligt.
Der Auftrag der »Zentralfront« bestand zunächst in dem Aufbau einer stabilen Verteidigung am Sosch zur Deckung von Gomel. Weiterhin sollte sie ihrem Namen nach den Raum zwischen der »Südwestfront« und der »Westfront« decken. Zunächst stand der Front lediglich die deutsche 2. Armee gegenüber, der sie hartnäckigen Widerstand entgegensetzen konnte. Erst als nach der Schlacht bei Roslawl (1.–7. August 1941) der rechte Flügel der »Zentralfront« entblößt wurde, gestaltete sich ihre Lage kritisch. Aus dieser Richtung wurde sie bald darauf auch von der deutschen Panzergruppe 2 angegriffen. In der sich entwickelnden Schlacht bei Gomel (8.–21. August 1941) erlitten die Armeen der Front erhebliche Verluste.
Die Stawka VGK hatte bereits am 14. August am rechten Flügel der Front die neue »Brjansker Front« (Generalleutnant Andrei I. Jerjomenko) geschaffen, der auch die 13. Armee unterstellt wurde. Um die Kampfhandlungen in diesem Abschnitt zu zentralisieren, beschloss die Stawka VGK am 24. August 1941 die Auflösung der »Zentralfront« und die Unterstellung ihrer Truppen unter die »Brjansker Front« (die 3. und 21. Armee wurden dabei zusammengefasst). Diese Regelung trat in der Nacht zum 26. August (Mitternacht) in Kraft. Der Oberbefehlshaber der »Zentralfront« wurde gleichzeitig zum Stellvertreter Jerjomenkos ernannt.

## Zentralfront – 2. Formation
Am 15. Februar 1943 wurde erneut eine Zentralfront aktiviert, die aus der Umbenennung der Donfront unter Generaloberst K. K. Rokossowski hervorging und durch Reserve-Armeen verstärkt wurde. Generalmajor K. F. Telegin verblieb als Mitglied des Militärrats und
Generalleutnant M. S. Malinin als Chef des Stabes in ihren bisherigen Positionen.
Der Zentralfront unterstanden während der Schlacht von Kursk im Juli 1943 folgende Großverbände:
- 48. Armee (Generalleutnant P. L. Romanenko)
- 13. Armee (Generalleutnant N. P. Puchow)
- 70. Armee (Generalleutnant I. W. Galanin)
- 65. Armee (Generalleutnant P. I. Batow)
- 60. Armee (Generalleutnant I. D. Tschernjachowski)
- 2. Panzerarmee (Generalmajor Alexei Rodin)
- 16. Luftarmee (Generalleutnant S. I. Rudenko)

Die zweite Formation der Zentralfront wurde am 20. Oktober 1943 zunächst in Weißrussische Front und am 17. Februar 1944 in 1. Weißrussische Front umbenannt.

## 1. Weißrussische Front

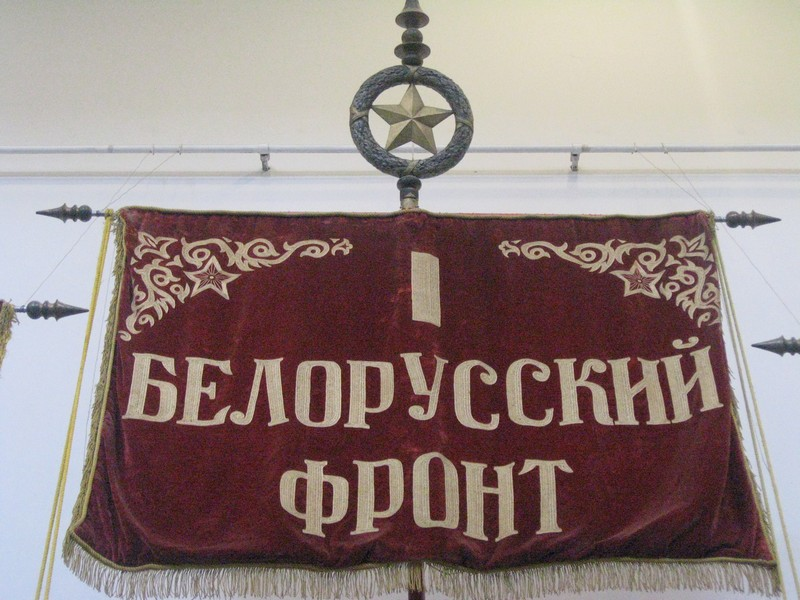
Standarte der 1. Weisrussischen Front im Zentralmuseum der russischen Streitkräfte in Moskau

Die am 17. Februar 1944 umbenannte 1. Weißrussische Front sollte im Sommer 1944 auf Bobrujsk und Brest–Lublin vorstoßen. Die Front nahm im Juni 1944 unter Generaloberst Konstantin Rokossowski in Weißrussland an der Operation Bagration (Bobruisker Operation und der Rogatschew-Schobliner Operation) teil, welche zur Zerschlagung der deutschen 4. und 9. Armee führten.
Die Front umfasste zunächst die 3., 47., 48., 61., 65., 69., 70. Armee sowie die 16. Luftarmee. Später kamen die 1. und 2. Garde-Panzerarmee, die 3. und 5. Stoßarmee, die 8. Gardearmee und als Reserve die 28. und 33. Armee sowie die polnische 2. Armee hinzu.
Marschall Georgi Konstantinowitsch Schukow wurde im November 1944 rechtzeitig zum Kommandeur der 1. Weißrussischen Front ernannt, um die letzten entscheidenden Offensiven gegen das Deutsche Reich zu führen: die Weichsel-Oder-Operation (hier die Warschau-Posener-Operation) sowie die Schlacht an der Oder und die Berliner Operation.
Nach der Besetzung von Polen und Ostpreußen von Januar bis März 1945 führte die sowjetische Armee in den ersten beiden Aprilwochen ihre schnellste Umgruppierung des ganzen Krieges durch. Während der Durchführung dieser Umgruppierung entstanden Lücken im Frontverlauf, durch die die bei Danzig eingeschlossenen Reste der deutschen 2. Armee über die Oder entkommen konnten. Marschall Schukow konzentrierte seine 1. Weißrussische Front, die entlang der Oder von Frankfurt im Süden bis an die Ostsee aufmarschiert war, in einem Gebiet vor den Seelower Höhen (Seelow). Die 2. Weißrussische Front unter Armeegeneral Rokossowski rückte nördlich davon in die vorher verlassenen Stellungen nach.
Im Morgengrauen des 16. April begann die Berliner Operation, die Schlussoffensive des Krieges zur Eroberung von Berlin mit Angriffen der 1. Weißrussischen Front und im Süden der 1. Ukrainischen Front unter Marschall Konew. Anfangs hatte die 1. Weißrussische Front große Schwierigkeiten beim Durchbruch durch die deutschen Verteidigungslinien auf den Seelower Höhen, aber nach drei Tagen erbitterter Kämpfe war sie durchgebrochen und erreichte die Außenbezirke von Berlin. Am 22. April war sie in die nördlichen und östlichen Vororte von Berlin eingedrungen. Die Einschließung von Berlin war am 25. April abgeschlossen, als Einheiten der 1. Weißrussischen und der 1. Ukrainischen Front bei Ketzin im Westen Berlins aufeinander trafen. Nach schweren Straßen- und Häuserkämpfen fuhr General Helmuth Weidling, der Kommandeur der Berliner Garnison, am 2. Mai zu General Wassili Iwanowitsch Tschuikow und übergab Berlin bedingungslos um 15 Uhr MESZ. Am 8. Mai ergaben sich nach einer Kapitulationsunterzeichnung in Berlin die deutschen Streitkräfte den Alliierten bedingungslos, womit der Krieg in Europa beendet war.

### Truppenstärke 1945
Im Juni 1945 verfügte die 1. Weißrussische Front in der Sowjetischen Besatzungszone über
- 768.000 Soldaten
- 3.155 Panzer
- 20.130 Geschütze und Katjuschas
- 44.332 Kraftfahrzeuge
- 59.000 Panjewagen

## Frontkommando

### Zentralfront (1. Formation)
Kommandeur
- Generaloberst Fjodor Issidorowitsch Kusnezow (Juli–August 1941)
- Generalleutnant Michail Grigorjewitsch Jefremow (August 1941)

Mitglied des Militärrats
- Sekretär des ZK der Weißrussischen KP Panteleimon Kondratjewitsch Ponomarenko (Juli–August 1941)

Chef des Stabes
- Oberst L. M. Sandalow (Juli–August 1941)
- Generalleutnant G. G. Sokolow (August 1941)

### Zentralfront (2. Formation)
Kommandeur
- Generaloberst Konstantin Konstantinowitsch Rokossowski (Februar – Oktober 1943) (seit April 1943 Armeegeneral)

Mitglied des Militärrats
- Generalmajor K. F. Telegin (Februar – Oktober 1943) (seit August 1943 Generalleutnant)

Generalstabschef
- Generalleutnant M. S. Malinin (Februar – Oktober 1943) (seit September 1943 Generaloberst)

### 1.Weißrussische Front
Kommandeur
- Generaloberst Konstantin Konstantinowitsch Rokossowski (Februar – November 1944)
- Marschall Georgi Schukow (November 1944 – Kriegsende)

Mitglied des Militärrats
- Generalleutnant K. F. Telegin (Februar 1944 – Kriegsende)

Generalstabschef
- Generaloberst M. S. Malinin (Februar 1944 – Kriegsende)

## Zeittafel 1. Weißrussische Front

### 1944
- 17. Februar: Aufstellung durch Umbenennung der Weißrussischen Front
- 26. Juni: Nach Angriffen der 1. Weißrussischen Front wird Bobrujsk umzingelt und 40.000 Mann des deutschen XXXXI. Panzerkorps (Teil der 9. Armee) eingeschlossen.
- Anfang August: Truppen der Front bilden einen Brückenkopf über die Weichsel
- 14. September: Die 1. Weißrussische Front nimmt mit Unterstützung polnischer Kräfte Praga, eine Vorstadt von Warschau.
- November: Marschall Georgi Schukow wird Oberbefehlshaber der 1. Weißrussischen Front

### 1945
- 14. Januar: Die 1. Weißrussische Front eröffnet Angriffe aus zwei Weichselbrückenköpfen im Süden Warschaus, von denen einer 400.000 Mann und 1.700 Panzer enthält.
- 24. Januar: Die 1. und die 2. Weißrussische Front stoßen nach Pommern vor. Die deutsche 2. Armee wird abgeschnitten.
- 25. Januar: Die 1. Weißrussische Front schließt die Festung Posen mit 66.000 deutschen Verteidigern ein und setzt ihren 80 km Tagesvorstoß fort.
- 31. Januar: Die 1. Weißrussische Front erreicht die Oder nördlich von Küstrin und richtet einen Brückenkopf auf dem westlichen Ufer ein, der weniger als 60 km von Berlin entfernt liegt.
- 1. Februar: Die 1. Weißrussische Front schließt die Festung Küstrin ein.
- 2. Februar: Die 1. Weißrussische Front erreicht die Oder südlich von Frankfurt an der Oder.
- 6. Februar: Die 1. Weißrussische Front verteilt sich entlang des Ostufers der Oder zwischen Frankfurt und Küstrin.
- 23. Februar: Die 1. Weißrussische Front nimmt Posen nach einer monatelangen Belagerung.
- 4. März: Die 1. Weißrussische Front bricht bei Stargard durch und stößt gegen Stettin vor und baut gleichzeitig südlich von Frankfurt einen neuen Brückenkopf über die Oder auf.
- 27. März: Die 1. Weißrussische Front nimmt an schweren Straßenkämpfen in Danzig teil.
- 28. März: Die 1. Weißrussische Front nimmt Gotenhafen nördlich von Danzig.
- 29. März: Die Festung Küstrin fällt
- 30. März: Sowjetische Truppen nehmen Danzig.
- 16. April: Die 1. Weißrussische und die 1. Ukrainische Front starten den Großangriff gegen Berlin aus der Oder-Neiße-Linie.
- 17. April: Die 1. Weißrussische Front wird durch zähen deutschen Widerstand auf den Seelower Höhen, drei Kilometer westlich der Oder, mit großen sowjetischen Verlusten an Truppen und Panzern aufgehalten.
- 18. April: Die 1. Weißrussische Front setzt die Zerschlagung der deutschen Stellungen auf den Seelower Höhen in einem Abnutzungskampf fort.
- 19. April: Die 1. Weißrussische Front bricht durch die deutsche Verteidigung auf den Seelower Höhen durch und stößt sehr schnell nach Berlin vor.
- 22. April: Die 1. Weißrussische Front dringt in die nördlichen und östlichen Vororte Berlins ein
- 25. April: Einheiten der 1. Weißrussischen und der 1. Ukrainischen Front treffen bei Ketzin westlich Berlins aufeinander. Berlin ist nun von acht sowjetischen Armeen komplett eingeschlossen.
- 30. April: Schukow weist die Vereinbarung eines Waffenstillstandes mit den Verteidigern von Berlin zurück und verlangt eine bedingungslose Kapitulation
- 2. Mai: General Weidling, der Kampfkommandant von Berlin, trifft General Tschuikow und akzeptiert seine Forderung einer bedingungslosen Kapitulation Berlins. Die Berliner Garnison stellt um drei Uhr nachmittags den Kampf ein.
- 8. Mai: Die Ratifikationszeremonie der bedingungslosen Kapitulation der Wehrmacht wird vor den Alliierten in Karlshorst vollzogen.
- 10. Juni: Die 1. Weißrussische Front wird aufgelöst. Ihr Oberkommando wird in das Kommando der Sowjetischen Streitkräfte in Deutschland umgewandelt.